# جامعة نيهون

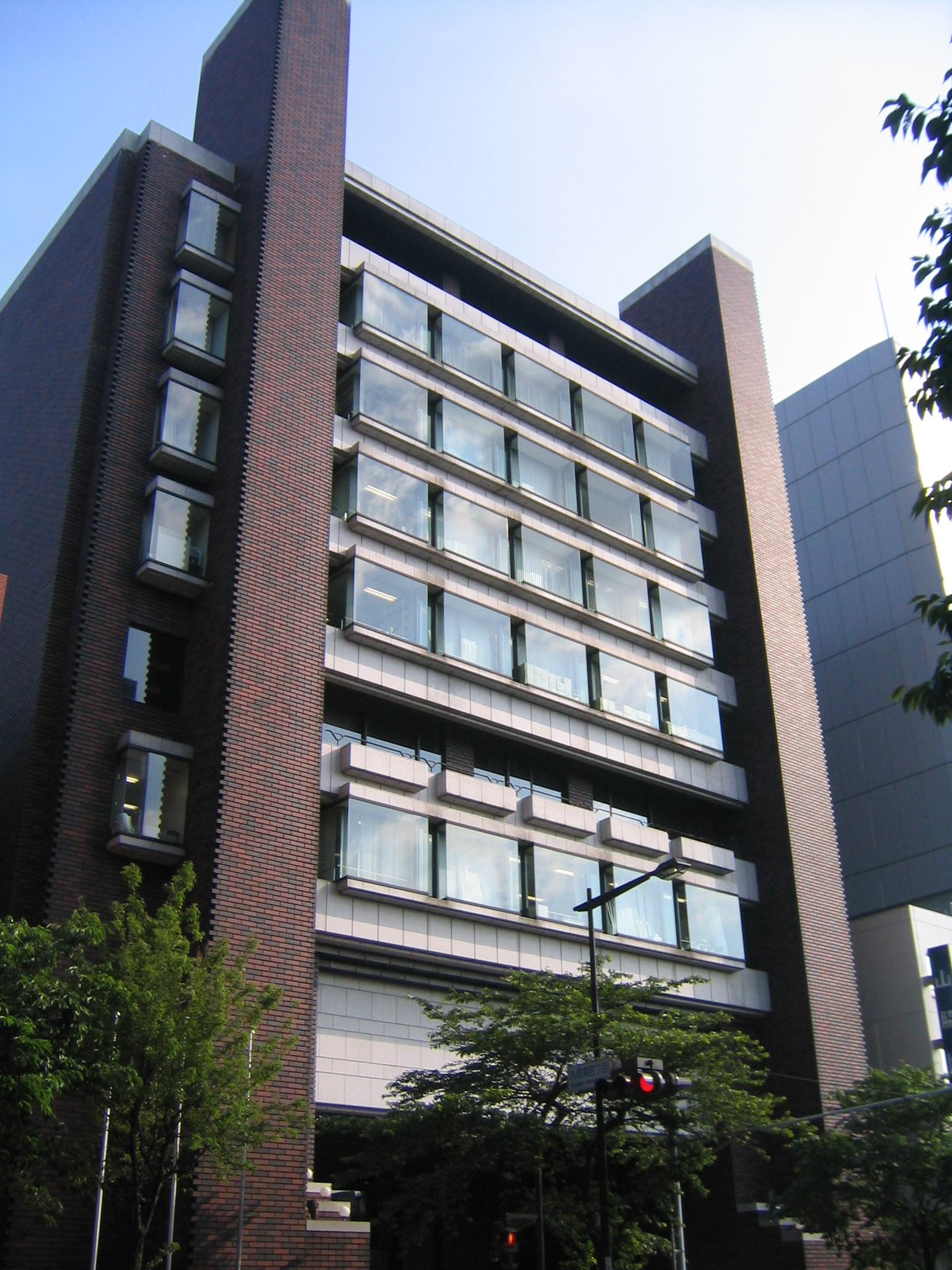
المكتب الرئيسي للجامعة.

جامعة نيهون أو جامعة اليابان (بالإنجليزية: Nihon University)‏ (باليابانية: 日本大学) هي جامعة خاصة وإحدى أكبر الجامعات اليابانية. وزير العدل «اكيوشي يامادا» أسس كلية نيهون للحقوق (حاليا: قسم القانون) في أكتوبر 1889. معظم فروع الجامعة تقع في منطقة كانتو، الغالبية العظمى في طوكيو أو المناطق المحيطة بها، وكذلك يوجد حرمين جامعيين بعيدا عن طوكيو في محافظة شيزوكا ومحافظة فوكوشيما.